# Ксеньевка (Новосибирская область)
Ксеньевка — деревня в Убинском районе Новосибирской области. Входит в состав Владимировского сельсовета.

## География
Площадь деревни — 40 гектаров.

## Население
| 2002 | 2007 | 2010 |
| ---- | ---- | ---- |
| 129  | ↘88  | ↘49  |

## Инфраструктура
В деревне по данным на 2007 год функционируют 1 учреждение здравоохранения и 1 учреждение образования.